# Madzy van Lennep
Madzy Haitsma Mulier-van Lennep (Hilversum, 21 april 1879 – Den Haag, 14 januari 1959) was een Nederlands tennisspeelster.

## Loopbaan
Jkvr. Madzy van Lennep was een dochter van de Hilversumse ondernemer en wethouder jhr. Christiaan van Lennep (1828-1908) en diens tweede echtgenote Carlotte Louise Küpfer (1851-1926), en ze was een kleindochter van de schrijver Jacob van Lennep. Vanuit het huis van het gezin Van Lennep aan de 's Gravelandseweg in Hilversum werd in 1895 samen met buren de Hilversumsche Lawn Tennisclub (HLTC) opgericht. In de jaren van de opkomst van de tennissport in Nederland behoorden meerdere telgen uit het gezin tot de nationale top.
Van Lennep werd tussen 1899 en 1920 tien keer Nederlands kampioen: acht keer in het damesdubbelspel en twee keer in het gemengd dubbelspel. In het gemengd dubbelspel won ze de titel in 1899 en 1900 met Karel Beukema. In het damesdubbelspel won ze titels samen met haar zus Christine van Lennep (1872-1959), tweemaal met Anthonie van Aken en vijfmaal met Loes Everts. Na haar huwelijk in 1902 met de militaire officier J.E. Haitsma Mulier (1879-1938) speelde ze onder haar getrouwde naam Madzy Haitsma Mulier. Bij het winnen van haar laatste titel in 1919 was ze 40 jaar oud.
Madzy Haitsma Mulier-van Lennep overleed in 1959 op 79-jarige leeftijd.